# Åträsket (Arvidsjaurs socken, Lappland)
Åträsket är en sjö i Arvidsjaurs kommun i Lappland och ingår i Byskeälvens huvudavrinningsområde. Sjön har en area på 0,122 kvadratkilometer och ligger 450 meter över havet.

## Delavrinningsområde
Åträsket ingår i det delavrinningsområde (729929-164309) som SMHI kallar för Mynnar i Västra Kikkejaure. Medelhöjden är 460 meter över havet och ytan är 70,54 kvadratkilometer. Det finns inga avrinningsområden uppströms utan avrinningsområdet är högsta punkten. Vattendraget som avvattnar avrinningsområdet har biflödesordning 2, vilket innebär att vattnet flödar genom totalt 2 vattendrag innan det når havet efter 171 kilometer. Avrinningsområdet består mestadels av skog (88 procent) och sankmarker (10 procent). Avrinningsområdet har 0,43 kvadratkilometer vattenytor vilket ger det en sjöprocent på 0,6 procent.